# Michiru Jō
Michiru Jō (jap. 城みちる, Jō Michiru, * 18. November 1957 in Kure, Präfektur Hiroshima, Japan als Kōtarō Jōya (jap. 城谷 晃太郎, Jōya Kōtarō)) ist ein japanischer Sänger und Entertainer, der vor allem durch seine Auftritte in der Sendung Takeshi’s Castle auch in Europa bekannt wurde.

## Leben und Wirken
Michiru Jōs Karriere beginnt im Alter von 15 Jahren mit dem Schlager (kayōkyoku) Iruka ni notta Shōnen (Der Junge der den Delphin ritt) im Jahre 1973. Bis zu Beginn seines Studiums an der Komazawa-Universität in Tokio verdient er sein Geld als Schlagersänger. Ein weiterer bekannter Schlager aus dieser Zeit ist Jō Michiru wa Angel (城みちる君はエンジェル, Jō Michiru-kun wa enjeru). Nach seinem Studium arbeitete er in Elektronikladen in Hiroshima, bis er im Alter von 25 heiratete und nach Tokio zog. Die Ehe endete, trotz der Geburt seines Sohnes, mit einer Scheidung. Im Alter von 34 Jahren heiratete er erneut und wurde Vater einer Tochter.
Michiru Jō wurde schließlich mit der Sendung Takeshi’s Castle im Jahre 1986 zum Entertainer und trat als Neffe des Fürsten Takeshi auf und war häufig bei folgenden Spielen zu sehen: Die Hängebrückenetappe und Schlossberg. Außerhalb Japans entstand durch die Sendung das Gerücht, dass Michiru Jō wirklich der Neffe von Takeshi Kitano sei.
Nach Takeshi's Castle begann er später für den Lokalsender Hiroshima TV zu arbeiten und moderierte dort mehrere Sendungen wie Susume, Sports Genkimaru, bei der es ums Fischen geht.
In Japan wird er trotz seiner Karriere als sogenannter Class D Entertainer gehandelt, der nicht mehr als 1 bis 2 Millionen Yen pro Auftritt erhält.
| Personendaten    | Personendaten                                                                      |
| ---------------- | ---------------------------------------------------------------------------------- |
| NAME             | Jō, Michiru                                                                        |
| ALTERNATIVNAMEN  | 城 みちる; Jōya Kōtarō (wirklicher Name); 城谷 晃太郎 (japanisch, wirklicher Name) |
| KURZBESCHREIBUNG | japanischer Sänger und Entertainer                                                 |
| GEBURTSDATUM     | 18. November 1957                                                                  |
| GEBURTSORT       | Kure, Präfektur Hiroshima, Japan                                                   |